# Wilmington (East Sussex)
Wilmington – wieś w Anglii, w hrabstwie East Sussex. Leży 14 km od miasta Lewes. W 1961 roku civil parish liczyła 216 mieszkańców. Wilmington jest wspomniana w Domesday Book (1086) jako Wilminte/Wineltone.